# Nederduitse Gereformeerde Kerk (Franschhoek)
De Nederduitse Gereformeerde Kerk van Franschhoek is een kerkgebouw van de Nederduitse Gereformeerde Kerk in Franschhoek, Zuid-Afrika, gebouwd in de periode 1841 tot 1847.
Op 18 april 1847 wordt het gebouw ingewijd. In 1883 is het gebouw vergroot. In de jaren 1967 en 1968 is het gebouw uitgebreid gerestaureerd.
Op 6 oktober 1895 is die nieuwe preekstoel voor het eerst gebruikt. De kansel was een geschenk van gemeentelid Gideon Hugo en zijn echtgenote.

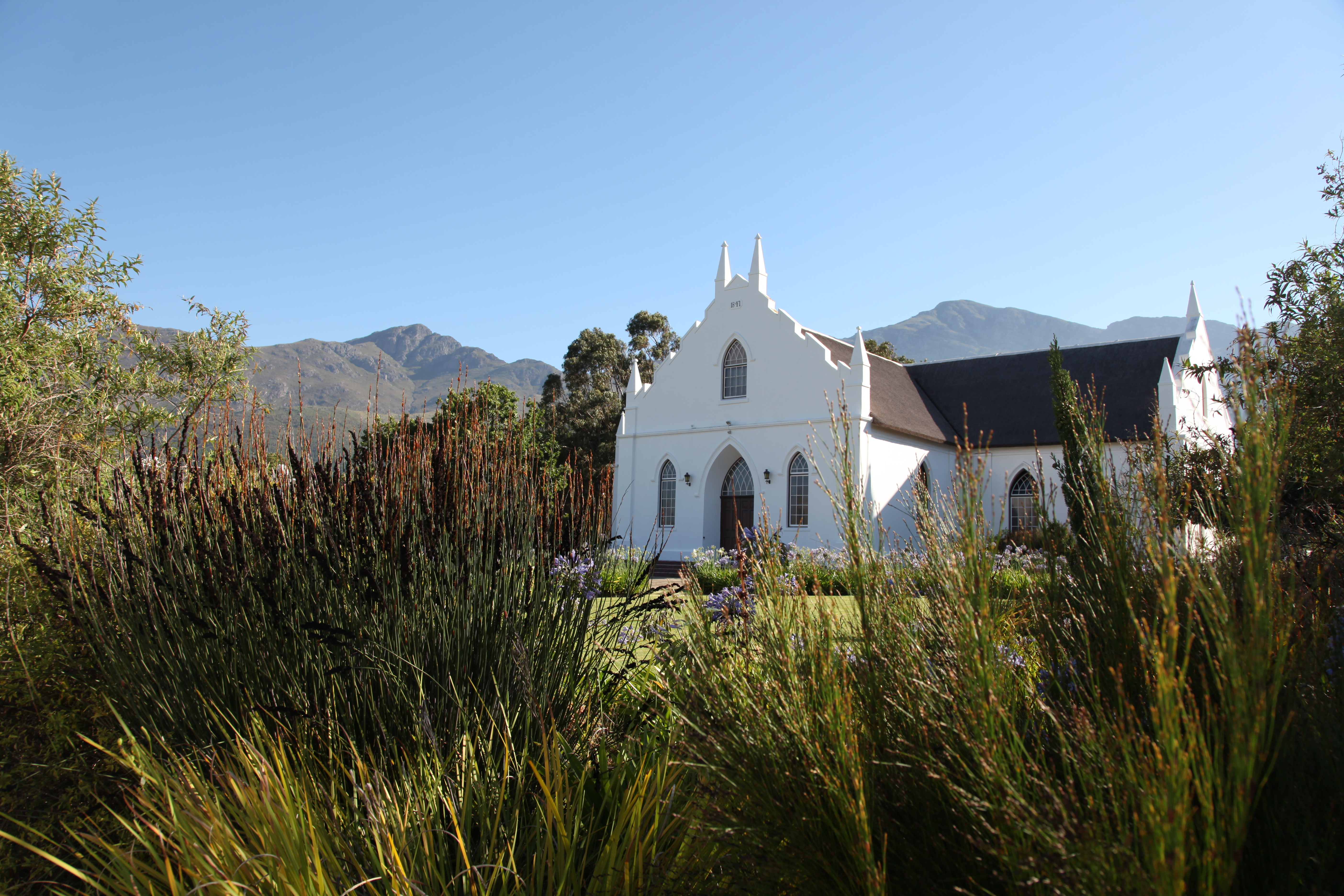
Het gebouw is een van de vele monumenten die Franschhoek rijk is

In 1923 is een nieuw orgel aangekocht voor een bedrag van £1.200. In 1926 wordt de pastorie geheel vernieuwd wat eveneens aanzienlijke kosten voor de gemeente met zich mee bracht. Vanaf 1929 worden de diensten in de kerk niet meer in het Nederlands maar in het Afrikaans gehouden. De eerste Afrikaanstalige kerkenraadsnotulen dateren uit januari 1929. Vanaf 1933 gebruikt men ook Afrikaanstalige bijbels en vanaf 1937 gebruikt met ook een Afrikaanstalig psalmboek.
In de jaren 1967 en 1968 is het gebouw uitgebreid gerestaureerd. De kosten bedroegen uiteindelijk R60.000. Op 16 en 17 november 1968 wordt de restauratie feestelijk afgerond. Een jaar later vindt in het gebied een aardbeving plaats, die wellicht dankzij de restauratie slechts geringe schade aan het gebouw veroorzaakt. Het gebouw is in 1972 tot Nasionale gedenkwaardigheid verklaard.
Tijdens de bediening van ds. Muller in 1975 wordt het gebouw voorzien van een geluidsinstallatie.

## Predikanten
- Pieter Nicolaas Ham, 1845 tot 1864
- Johannes Gerhardus Olivier, 1869 tot 1873
- Jacobus George Joubert Krige, 1873 tot 1881
- Pieter Daniël Rossouw, 1881 tot 1883
- Jan Andries Beyers, 1884 tot 1889
- Andries Francois Malan, 1889 tot 1889 en 1899 tot 1919
- Pieter Jozef Cruze, 1892 tot 1894
- Stefanus Jacobus Perold, 1895 tot 1898
- Adriaan Jacobus van Wijk, 1919 tot 1943
- Zacharias Blomerus Loots, 1943 tot 1947
- Marthinus Smuts Louw, 1947 tot 1964
- Gys Muller, 1965 tot 1985
- Willem Jakobus van Zyl, 1985 tot 2000